# Eilema humbloti
Eilema humbloti är en fjärilsart som beskrevs av De Toulgoët 1956. Eilema humbloti ingår i släktet Eilema och familjen björnspinnare. Inga underarter finns listade i Catalogue of Life.